# Gary Guthman
Gary Seymour Guthman (ur. 12 lipca 1952 w Portland) – amerykański trębacz, muzyk, jazzowy, kompozytor i pedagog. Lider licznych zespołów jazzowych. Koncertuje na całym świecie.

## Wykształcenie
Urodził się w Portland w stanie Oregon, USA. Rozpoczął naukę gry na trąbce w wieku 9 lat. Jako nastolatek, był członkiem zespołu „Seldom Six” Dixieland Band, w którym, podczas występów w Stanach Zjednoczonych, grał, śpiewał i stepował. Podczas nauki w liceum Guthman występował także z zespołami jazzowymi i rockowymi.
Podczas studiów muzycznych (trąbka) na Portland State University jego nauczycielami byli Jack Dalby, Joyce Johnson, James Smith i Fred Sautter (pierwszy trębacz Oregon Symphony).
Po ukończeniu studiów współpracował z Dorsey Brothers Orchestra (prowadzona przez Lee Castle), Stan Kenton Orchestra, Don Ellis Orchestra i Louie Bellson Orchestra.
Szlifował swoje umiejętności kompozytorskie, a także jako aranżera i orkiestratora pod kierunkiem takich mistrzów jak Henry Mancini i Don Costa (aranżer Franka Sinatry, Sary Vaughn, Tony’ego Bennetta i Paula Anki).

## Kariera artystyczna

### Działalność w Kanadzie i Stanach Zjednoczonych
W 1970 przeniósł się do Kanady i wygrał przesłuchanie na stanowisko pierwszego trębacza w Edmonton Symphony.

#### Działalność solistyczna i dyrygencka
Występował jako solista ze wszystkimi największymi orkiestrami symfonicznymi w Kanadzie (m.in.: Vancouver Symphony, Edmonton Symphony, Calgary Philharmonic, Winnipeg Symphony i Toronto Symphony).
Występował jako solista ze wszystkimi największymi orkiestrami symfonicznymi w Kanadzie i w USA m.in.: Austin (Texas) Symphony, Portland (Maine) Symphony, Memphis Symphony, Chattanooga Symphony, Florida (Orlando) Orchestra, Oregon (Portland) Symphony, Syracuse Symphony, Toledo Symphony, Symphony of S. E. Texas Irving (Texas), Ft. Myers (Florida) Symphony, Gold Coast (Florida) Symphony, Bismarck Symphony, Allentown (Pa.) Symphony, Toronto Symphony, National Arts Centre (Ottawa) Orchestra, Vancouver Symphony, Winnipeg Symphony, Edmonton Symphony, Calgary Philharmonic, Regina Symphony, Victoria Symphony Symphony Nova Scotia, Windsor Symphony, Orchestra London, Hamilton (Ontario) Symphony Niagara, Thunder Bay Symphony, Prince George (British Columbia) Symphony, Kamloops Symphony, Vancouver Island (Nanaimo, British Columbia), Symphony, a także z New York Pops Orchestra w Carnegie Hall w Nowym Jorku na zaproszenie Skitcha Henderssona, założyciela i wieloletniego dyrektora New York POPs.
Na początku lat 70. rozpoczął karierę jako dyrygent i aranżer orkiestr marszowych, wraz z którymi wygrywał konkursy w finałach DCI (Drum Corp International) Championships (Blue Stars: 1974-75, Wausau Story: 1976, Westshormen: 1977-78). W tych latach współpracował także z The Stan Kenton Orchestra.

#### Działalność w świecie muzyki rozrywkowej
W świecie rozrywki występował z takimi gwiazdami jak: Tony Bennett, Aretha Franklin, Johnny Mathis i Bee Gees. W latach 1985–1995 występował i współpracował z ITV Television Studios w Edmonton Alberta podczas programów „In Concert”, z udziałem m.in. tak znanych artystów jak Ray Charles, Dionne Warwick, Neil Sadaka i Procol Harum.
Współpracował z Canadian Broadcasting Corporation (Vancouver) przy programach telewizyjnych z Tomem Jonesem i Paulem Anką.

#### Współpraca artystyczna i działalność producencka
Występował i współpracował z takimi artystami i zespołami jak: Stan Kenton, Louis Bellson, The Dorsey Brothers, Clark Terry i Doc Severinsen, Engelbert Humperdinck, Jack Jones, Paul Williams, Lou Rawls, Connie Stevens, Sergio Mendez, Burt Bacharach, Mitch Miller, Peter Nero, Roger Whitaker, Michel Legrand i Anne Murray.
Był producentem i współtwórcą międzynarodowych wydarzeń w Kanadzie, takich jak Pacific National Exhibition (Vancouver, Kolumbia Brytyjska), Edmonton Klondike Days (Edmonton, Alberta), Canadian National Exhibition (Toronto Kanada) oraz The Calgary Stampede and Exhibition (Calgary, Alberta).

#### Produkcje telewizyjne
W latach 80. i 90. intensywnie pracował ze artystami w produkcjach telewizyjnych, radiowych i filmowych współpracując ze swoim mentorem Tommym Banksem, przy takich tytułach jak: Celebrity Review, The Palace czy The Tommy Banks Show w CBC Television.

#### Działalność kompozytorska i producencka
W latach 1995–2014 skomponował, zaaranżował i zorkiestrował setki utworów we współpracy m.in. z The Toronto Symphony, National Arts Centre Orchestra, Winnipeg Symphony, Vancouver Symphony, Edmonton Symphony, Memphis Symphony, Calgary Philharmonic, Portland Symphony i Austin Symphony.
Wyprodukował wiele projektów koncertowych m.in.: A Tribute to Harry James, Trumpet Greats, Swingmatism!, „Master & Margarita.
W czerwcu 2004 odbyła się premiera jego nowej produkcji Swingmatism, która przez 10 wieczorów uświetniała Vancouver Jazz Festival w Kanadzie.

#### Inne działania artystyczne (dyrektor, kompozytor, aranżer i solista)
W latach 1999–2002 był dyrektorem muzycznym przeboju Musical Theatre Forever Swing, który koncertował w Stanach Zjednoczonych i Kanadzie. W tym czasie był dyrektorem muzycznym Michaela Bublégo.
W 2004 Gary Guthman występował jako solista z Gulf Coast Symphony Orchestra, London Symphony Orchestra, Syracuse Symphony Orchestra i Hamilton Philharmonic Orchestra, a także z New York Pops Orchestra w Carnegie Hall w Nowym Jorku na zaproszenie Skitcha Henderssona, założyciela i wieloletniego dyrektora New York POPs.
W czerwcu 2004 odbyła się premiera jego nowej produkcji Swingmatism która przez 10 wieczorów uświetniała Vancouver Jazz Festival w Kanadzie.

### Działalność w Polsce

#### Gary Guthman Quartet
Jest założycielem i liderem zespołu Gary Guthman Quartet, w składzie: Gary Guthman (trąbka/fulgelhorn), Filip Wojciechowski (fortepian), Paweł Pańta (bas), Cezary Konrad (perkusja).
W 2011 roku wydał płytę Solar Eclipse, zawierającą oryginalne kompozycje artysty, z udziałem Gary Guthman Quartet, płyta ukazała się nakładem Agencji Muzycznej Polskiego Radia. Gary Guthman był pierwszym amerykańskim artystą jazzowym, który wydał autorską płytę CD w 95-letniej historii Polskiego Radia.

#### MusicalList z Warszawy/Letter from Warsaw
W 2013 roku Gary Guthman we współpracy z Domanem Nowakowskim napisał musical List z Warszawy/Letter From Warsaw. Guthman skomponował muzykę i stworzył angielskie teksty piosenek, Nowakowski zinterpretował i przetłumaczył na język polski te teksty. To jedyny musical w historii, który został napisany jednocześnie w języku angielskim i polskim. Premiera odbyła się w Warszawie w Warszawskiej Operze Kameralnej na nowej scenie Basenu Artystycznego, listopad 2019.

#### Współpraca z Sashą Strunin
W 2015 został producentem i kompozytorem wokalistki Sashy Strunin. Płyta z jego muzyką i słowami zatytułowana Woman In Black ukazała się 2016 roku i zyskała uznanie krytyków jazzowych w Polsce. Kolejna płyta Sashy Strunin, Autoportrety, która zawiera kompozycje Gary’ego Guthmana do poezji Mirona Białoszewskiego, ukazała się w czerwcu 2019 r. i została wysoko oceniona przez wielu krytyków muzycznych, m.in.: Adama Barucha.

#### Utwory skomponowane w Polsce
W 2007 roku skomponował suitę na harfę i orkiestrę symfoniczną dla harfistki Małgorzaty Zalewskiej na podstawie powieści Michaiła Bułhakowa Mistrz i Malgorzata. Premiera utworu z Orkiestrą Filharmonii Opolskiej miała miejsce w 2008 roku.
W 2017 roku skomponował koncert na harfę i orkiestrę symfoniczną Concerto Romantico dla harfistki Małgorzaty Zalewskiej, premiera miała miejsce w lutym 2018 r. w Filharmonii Zabrzańskiej.
Kolejna płyta Sashy Strunin, Autoportrety, zawiera kompozycje Gary’ego Guthmana do poezji Mirona Białoszewskiego, ukazała się w czerwcu 2019 r.
W styczniu 2020 roku miała premierę kompozycja Concerto for Trumpet and Orchestra (zadedykowana jego profesorowi i mentorowi Fredowi Sautterowi). Utwór prezentowany był w Filharmonii Narodowej, Filharmonii Łódzkiej, Filharmonii Pomorskiej oraz dwukrotnie Filharmonii Podlaskiej.
29 kwietnia 2022 roku w studiu im Witolda Lutosławskiego w Warszawie odbyło się prawykonanie Koncertu na flet i orkiestrę symfoniczną, wykonawcami byli: Łukasz Długosz (flet) wraz z orkiestrą Sinfonia Iuventus im. Jerzego Semkowa pod dyrekcją Piotra Sułkowskiego.
Premiera czterech części suity kameralnej The Traveler (Wędrowiec) na harfę, flet, wiolonczelę i głos odbyła się latem 2021 roku na XII Festiwal Muzyki Kameralnej w Urlach.
Jest wykonawcą, autorem, producentem i aranżerem produkcji koncertowych, które są wykonywane w filharmoniach z orkiestrami symfonicznymi: A Tribute to Harry James, The Trumpet Greats i Swing, Swing, Swing.

## Nagrody
Otrzymał doroczną nagrodę Jessi krytyki amerykańskiej jako solista, dyrygent i równocześnie aktor rewii muzycznej Forewer Swing, która przez 2 lata odbywała tournée po Kanadzie i USA. W 2024 został odznaczony Złotym Krzyżem Zasługi.

## Działalność pedagogiczna
Przez wiele lat uprawiał działalność pedagogiczną prowadząc klasę trąbki (University of British Columbia–Vancouver, Grant MacEwan Community College-Edmonton, Red Deer College-Red Deer Alberta Canada).
Prowadził także wiele kursów mistrzowskich. Dał wiele wykładów improwizacji jazzowej na uniwersytetach w Stanach Zjednoczonych.

## Działalność jurorska
We wrześniu 2019 i 2021 roku był członkiem jury w sekcji Zespoły Kameralne I i II edycji Międzynarodowego Konkursu Muzyki Polskiej im. Stanisława Moniuszki, organizowanego przez Instytut Muzyki i Tańca we współpracy z Filharmonią Podkarpacką im. Artura Malawskiego.

## Życie prywatne
W roku 2008 przeprowadził się do Warszawy, gdzie nadal mieszka. W 2011 roku otrzymał polskie obywatelstwo. Jest mężem harfistki Małgorzaty Zalewskiej.

## Kompozycje
- 2006: Mistrz i Małgorzata – suita orkiestrowa na harfę i orkiestrę symfoniczną dla harfistki Małgorzaty Zalewskiej. Prawykonanie odbyło się w Filharmonii Opolskiej 9 lutego 2017 pod batutą Bogusława Dawidowa. Album pod tym tytułem ukazał się nakładem wydawnictwa DUX w 2007 roku.
- 2011: Solar Eclipse projekt jazzowy na trąbkę, flugelhorn i trio jazzowe w skład którego weszli pianista Filip Wojciechowski, basista Paweł Pańta oraz perkusista Cezary Konrad. Płyta została wydana przez Agencję Muzyczną Polskiego Radia. Koncert premierowy miał miejsce w Studiu Koncertowym Polskiego Radia im. Witolda Lutosławskiego 30 listopada 2011 roku.
- 2014: List z Warszawy – musical stworzony wraz ze scenarzystą Domanem Nowakowskim. Premiera światowa w reżyserii Natalii Kozłowskiej i pod kierownictwem muzycznym kompozytora odbyła się na Nowej Scenie Warszawskiej Opery Kameralnej – Basenie Artystycznym 24 listopada 2019 roku[19].
- 2016: hymn Wawra z okazji 150-lecia Wawra[20].
- 2016: Woman In Black – płyta stworzona dla Sashy Strunin do której Guthman napisał słowa i muzykę. Album został wydany przez Agencję Muzyczną Polskiego Radia a koncert premierowy odbył się w Studiu Koncertowym Polskiego Radia im. Witolda Lutosławskiego 14 lutego 2017.
- 2017: Concerto Romantico – koncert na harfę i orkiestrę symfoniczną dla harfistki Małgorzaty Zalewskiej. Prawykonanie odbyło się w Filharmonii Zabrzańskiej pod batutą Sławomira Chrzanowskiego 23 lutego 2018[21]. Nagrania utworu dokonano w 2022 z Małgorzatą Zalewską jako solistką a orkiestrą symfoniczną Opery i Filharmonii Podlaskiej dyrygował Mirosław Jacek Błaszczyk. Wydawcą albumu jest DUX.
- 2018: Kaddish prawykonanie w 2018 roku na XV Festiwal Kultury Żydowskiej (Warszawa Singera).
- 2019: Autoportrety – album skomponowany dla Sashy Strunin do którego Guthman stworzył muzykę do 9 wybranych wierszy Mirona Białoszewskiego. Premiera projektu miała miejsce w Muzeum Warszawskiej Pragi 22 czerwca 2019 roku[22]. Pozycja została wydana w formie książki z poezją Białoszewskiego przez wydawnictwo Soliton.
- 2020: Koncert na trąbkę i orkiestrę symfoniczną. Prawykonanie z kompozytorem jako solistą odbyło się w Filharmonii Łódzkiej pod batutą Pawła Przytockiego, 10 stycznia 2020 roku[9]. Nagrania utworu dokonano wraz z orkiestrą symfoniczną Opery i Filharmonii Podlaskiej pod batutą Mirosława Jacka Błaszczyka, w wydawnictwie DUX.
- 2020: Suita kameralna na sopran, flet, harfę i wiolonczelę „The Traveler”. Prawykonanie fragmentów odbyło się na XII Festwalu muzycznym w Urlach 30 lipca 2021 roku w składzie Iwona Handzlik-sopran, Łukasz Długosz – flet, Małgorzata Zalewska-harfa. W roku 2022 nagrania całości dokonano w składzie Kaja Mianowana- sopran, Łukasz Długosz- flet, Tomasz Strahl- wiolonczela, Małgorzata Zalewska-harfa. Wydawcą jest firma Orphée Classics.
- 2021: Koncert na flet i orkiestrę symfoniczną. Prawykonanie odbyło się 29 kwietnia 2022 w Sali Koncertowej im. Witolda Lutosławskiego. Solistą był Łukasz Długosz, Polską Orkiestrą Sinfornia Iuventus im Jerzego Semkowa dyrygował Piotr Sułkowski.

## Dyskografia
- 1980 Moonchild, Intercan, IC 1003; Vinyl LP
- 2000: Love Talk, Pacific Ocean Productions B002NHFQZC;
- 2002: Triubte to Harry James, Pacific Ocean Productions B002G6H0MC;
- 2004: Swingmatism, Pacific Ocean Productions
- 2006: Master & Margarita (Małgorzata Zalewska i Gary Guthman), DUX 13914387
- 2009: Włodek Pawlik: Rewers (soundtrack): Sinfonia Iuventus, Konrad Cezary, Guthman Gary; Warner Music Poland 65533345
- 2011: Solar Eclipse, Polskie Radio SA Agencja Fonograficzna LEM/CD010/PRCD 1440
- 2016: Sasha Strunin, Woman in black (kompozycje Gary’ego Guthmana), Agencja Muzycznej Polskiego Radia
- 2018: Salute to swing, Soliton, SL 802-2[23][24][25]
- 2019: Sasha Strunin, Autopotrety (kompozycje Gary’ego Guthmana do wierszy Mirona Białoszewskiego), Soliton 32978667
- 2020: List z Warszawy / Letter From Warsaw: podwójny album polsko-angielski z utworami z musicalu o tym samym tytule[26], Soliton SL 1046
- 2022: Harp and Trumpet Concertos: album zawierający Concerto Romantico na harfę i orkiestrę; Koncert na trąbkę i orkiestrę oraz utwór Margarita na trąbkę, harfę i orkiestrę, DUX 1783
- 2022: Gary Guthman: The Traveler; Tadeusz Paciorkiewicz: Triptych & Improvisation, Orphée Classics 221201